# 綾瀬マリア
綾瀬 マリア（あやせ マリア、12月15日 - ）は、日本の女性声優、ナレーター。兵庫県神戸市出身。グリーンノート所属。

## 経歴・人物
神戸市立神港高等学校卒業後、大阪音楽大学声楽科卒業。
ヒューマンアカデミーを経て、かつてはエーエス企画、B-Boxに所属していた。2020年2月1日よりオフィスアネモネ預かりとなり、2023年5月1日よりグリーンノートに移籍。
血液型は未公表。星座は射手座。愛称はマリアちゃん、マリアンヌ。

## 主な出演作品
太字はメインキャラクター。

### 吹替
- ラブ・ドール（青い目の人形）(主題歌「青い眼の人形」も担当している)
- パニック・ゾーン 制御不能（英語版）（ロキシー）
- ストーム・インパクト（英語版）（ジュリー）

### ゲーム
- EDGE PROUD （勇者）
- CONCEPTIONII 七星の導きとマズルの悪夢（ミリカ、星の子）
- 戦国闘檄バーニングスピリッツ（寿桂尼、瀬名姫）
- 文字パズル ことだまーる★（ブルー、ハナビ）
- Mobile legends bang bang (Alice)

### ナレーション
- 和〜NAGOMI〜プロデュース　鶴の恩返し
- J:COM　釣りビジョン　CM

### ラジオ
- ラジオ日本　土曜の夜ですウハウハ大放送！　ゲスト
- ラジオ日本　ラジオドラマ　2222年のマリア　(看護婦ベティ)
- FM世田谷　じゅんぺーの青春ビッグスマイル　ゲスト
- FM世田谷　ガールズビッグスマイルNeo！　パーソナリティ
- ラジオドラマ　夢駆けキャンバス　(小夜)
- ラジオドラマ　たいやきみっちゃん
- ラジオドラマ　EVE
- からふるショップ〜家電量販店へようこそ〜　(上頃七海)
- レインボータウンFM TAKE ひぽぽポたます　マンスリーコーナー

### MC
- 東京国際アニメフェア2012　総合学園ヒューマンアカデミーパフォーミングアーツカレッジブース
- デザインフェスタVOL.35　公開ラジオ収録 メインパーソナリティ

### 映像
- いわきの逸品レストラン（長岡和泉）

### ドラマCD
- からふるショップ〜家電量販店へようこそ〜　(上頃七海)
- 愛しのショコラティエ　(女子学生)

### 舞台
- オペラ「エリザベート」(リトルルドルフ・親戚女・アンサンブル(ソプラノ))
- 劇団桜花　新月森のうさぎ　(新月うさぎ)
- 演劇ユニット宇宙食堂 vol.1 月面半魚人　(ドクター・ネル)　東京芸術劇場
- B-Boxプロデュース公演vol.2 Dream!　 (まい)
- 劇団民話芸術座2007年度日本巡回公演　雪女　8月〜12月　(お雪)　小村哲生演出
- 劇団民話芸術座2007年度日本巡回公演　雪女　1月〜3月　(お雪)
- 劇団民話芸術座2008年度日本巡回公演　河童の笛　4月〜7月　(オーラ・幸)
- 劇団民話芸術座2008年度日本巡回公演　河童の笛　8月〜12月　(ツーコ・お茂)
- 劇団民話芸術座2008年度日本巡回公演　河童の笛　1月〜3月　(ツーコ・お茂)
- 劇団民話芸術座2009年度日本巡回公演　河童の笛　4月〜7月　(ツーコ・お茂)
- 和〜NAGOMI〜プロデュースvol.2　時間屋　(ミーコ) 演劇推進会審査員特別賞受賞作
- 劇団民話芸術座2009年度日本巡回公演　河童の笛　8月〜12月　(ツーコ・お茂)
- 和〜NAGOMI〜プロデュースvol.3 Tears Drop (ケティ・フォード)
- 和〜NAGOMI〜プロデュースvol.4　時間屋〜天使がくれたもの〜　(朧)
- 劇団ティルナノーグ第5回公演　つむぎうた　(永島マキコ)

### ドラマ
- NHK　連続テレビ小説 あすか(女子高生　他)
- ABC - たけしの万物創世記、京都潜入捜査官 THE SLIPPERS、新・部長刑事アーバンポリス24
- CM - 京都栄養士専門学校
- フジテレビ - MR．BRAIN
- Bee-TV　オンナの噂研究所　京都弁方言指導